# Pousse Café
Als Pousse Café bezeichnet man eine spezielle Zubereitungsart von Cocktails und Kurzen. Dabei werden die einzelnen Bestandteile des Getränks beim Hinzufügen vorsichtig über einen Barlöffel eingegossen, sodass sie sich dabei nicht vermischen. So entstehen mehrere horizontale Schichten. Ziel dieser Zubereitung ist es, vor allem bei Shootern, dass möglichst nur der Geschmack des letzten Bestandteils zur Geltung kommt.
Diese Art der Zubereitung wird auch als bauen bezeichnet, im Gegensatz zu anderen Drinks, die geschüttelt oder gerührt werden.

## Beispiele
- B52
- Tequila Sunrise